# Судариков, Сергей Николаевич
Серге́й Никола́евич Суда́риков (род. 12 мая 1971, Москва, СССР) — российский предприниматель, владелец группы компаний «Регион» и совладелец концерна «Россиум».

## Биография
В 1993 году окончил Московский государственный университет имени М. В. Ломоносова, механико-математический факультет, а в 1999 году окончил Всероссийский заочный финансово-экономический институт по специальности «Финансы и кредит».
В группе компаний (ГК) «Регион» с 1995 года. С 2001 года вошел в число акционеров инвестиционной компании «Регион», а в 2011 году стал ключевым владельцем Группы.
В июле 2019 года Сергей Судариков и Роман Авдеев подписывают протокол о намерениях по объединению активов концерна «Россиум» и ГК «Регион». 
В августе 2020 года структуры мажоритарного акционера ГК «Регион» Сергея Сударикова стали владельцами паев закрытых ПИФов (ЗПИФ), которым принадлежит основной акционер Московского кредитного банка (МКБ) — УК «МКБ Капитал». Частично паи сохранил их бывший владелец Роман Авдеев. По итогам 2020 года, согласно исследованию журнала Forbes, банк вошёл в тройку самых динамичных частных компаний России по объёму выручки. Его выручка по МСФО выросла почти вдвое по сравнению с 2019 годом.
В конце 2019 года — начале 2020 Сергей Судариков возглавлял концерн «Россиум». Это назначение было связано с реализацией протокола о намерениях по объединению активов. 27 января 2020 года Сударикова на посту гендиректора концерна «Россиум» сменил выходец из ГК «Регион» Вячеслав Шелопутов.
Ещё одной сферой интересов Сударикова являются инфраструктурные проекты. Так, ГК «Регион» занимается застройкой предмостовой зоны с российской стороны транспортного перехода через Амур в Благовещенске. На территории около 22 га разместятся терминал с парковками, блоками таможенного оформления, складами и предприятиями общепита. Там же «Регион» занимается строительством первой в мире трансграничной канатной дороги, свяжущей Благовещенск и Хэйхэ.
23 июня 2020 года вместе с проректором МГИМО и учредителем фонда «Новый взгляд» Н. Б. Кузьминой, Судариков подписал соглашение между ГК «Регион» и фондом «Новый взгляд» по развитию проекта школы-лаборатории «Новый взгляд», под патронажем МГИМО, при участии ректора МГИМО А. В. Торкунова.
В 2017—2020 годах Сергей Судариков был назван одним из лучших российских менеджеров в номинации «финансовый сектор» по версии издания «Коммерсантъ».
В марте 2022 года ГК «Регион» приобрела 29,2% золотодобывающей компании Petropavlovsk.
По версии Forbes Судариков занимает 108 место в рейтинге «200 богатейших бизнесменов России 2021», состояние в 2021 году составляло $1200 млн. В 2023 году занял 110 место в рейтинге российских миллиардеров Forbes с состоянием в $1 млрд.
В октябре 2024 года Сергей Судариков приобрёл долю Романа Авдеева в концерне «Россиум».